# Kościół w Smolęcinie
Kościół w Smolęcinie – średniowieczny kościół gotycki, który znajdował się w Smolęcinie w gminie Kołbaskowo, w powiecie polickim. W latach 50. XX wieku popadł w ruinę. Obiekt wpisany jest do rejestru zabytków.

## Historia
Kościół został wzniesiony w XIII/XIV wieku. Była to budowla salowa na planie prostokąta o wymiarach 15,6 na 9,2 m, bez wyodrębnionego prezbiterium i bez wieży. Zbudowano ją z granitowych kamieni narzutowych, z ceglanym obramowaniem okien i drzwi. Na przełomie XVII i XVIII wieku od zachodniej strony dobudowano drewnianą wieżę, zwieńczoną barokowym hełmem. Prawdopodobnie wówczas otynkowano także ściany. W 1720 roku wykonano nastawę ołtarzową z obrazem przedstawiającym Ukrzyżowanie. Wewnątrz kościoła znajdowały się dwa XVIII-wieczne żyrandole w kształcie koron z dwoma rzędami po 6 świec i misa chrzcielna z blachy mosiężnej z dekoracją roślinną. W XIX wieku dokonano przebudowy kościoła. Przed 1945 rokiem był to kościół filialny parafii w Siadle Górnym.
Kościół przetrwał nienaruszony II wojnę światową. Po jej zakończeniu niezagospodarowany, w latach 50. popadł w ruinę. Zachowały się mury obwodowe z ośmioma ostrołukowymi otworami okiennymi i portalem w elewacji południowej. Oryginalne gotyckie okna widoczne są tylko w elewacji wschodniej, okna w pozostałych elewacjach oraz portal noszą ślady XIX-wiecznych przemurowań.